# Eduard Saltoft
Edvard (Eduard) Anders Christian Saltoft (født 3. september 1883 i København, død 2. maj 1939 sammesteds) var en dansk maler.
Saltoft var elev af akademiet og af Krøyer og Tuxen. Han opholdt sig i Rusland som korrespondent for Berlingske Tidende 1915 og 1928, samt som Røde Kors' repræsentant 1916—19. Saltoft udstillede på Charlottenborg og Kunstnernes Efterårsudstilling. Han malede især portrætter og figurbilleder og udførte desuden en del litografier.